# Великий атракціон
Великий атракціон (рос. Большой аттракцион) — радянський художній фільм 1974 року, знятий на кіностудії «Мосфільм».

## Сюжет
Проста дівчина Даша, онука старого льотчика, мріє стати цирковою артисткою. Багато труднощів доведеться їй подолати, включаючи вічно сердитого і надутого адміністратора, перш ніж здійсниться її мрія…

## У ролях
- Наталія Варлей — Даша Калашникова, дівчина, яка мріє працювати в цирку
- Гунарс Цілінскіс — Максим Зарубін, повітряний гімнаст (озвучив Анатолій Кузнецов)
- Майя Менглет — Марина Логінова, журналіст (озвучила Клара Лучко)
- Георгій Віцин — Галкін, режисер телебачення
- Сергій Мартінсон — дід Матвій, старий льотчик
- Євген Моргунов — Бубенцов, адміністратор цирку
- Савелій Крамаров — Сеня, помічник Бубенцова
- Тетяна Пельтцер — Ольховикова, педагог
- Володимир Грамматиков — Гоша Пашков
- Анатолій Королькевич — клоун
- Арутюн Акопян — фокусник
- Борис Амарантов — мім
- Микола Горлов — артист цирку
- Марина Лобишева-Ганчук — епізод
- Людмила Стоянова — епізод
- Геннадій Бухаров — епізод
- Олександр Лебедєв — кореспондент, бере інтерв'ю у Бубенцова
- Антон Макаров — фотокореспондент
- Борис Січкін — масовик-витівник

## Знімальна група
- Режисер — Віктор Георгієв
- Сценаристи — Олександр Басаргін, Віктор Георгієв
- Оператор — Ера Савельєва
- Композитор — Геннадій Подєльський
- Художник — Галина Шабанова